# Maják Punta Frouxeira
Maják Punta Frouxeira se nachází na poloostrově Punta Frouxeirad v obci Valdoviño v provincii A Coruña v Galicii, ve Španělsku.

## Historie
Maják byl postaven v roce 1992 podle projektu, který navrhli v avantgardním stylu Enrique Martínez Tercero a Mariano Navas Gutiérrez v roce 1982, ale do provozu byl uveden až v listopadu 1994. V roce 2008 byl rekonstruován, kdy bylo mimo jiné uzavřeno schodiště a odstraněna skleněná fasáda. V okolí majáku se nachází pozůstatky palebných postavení baterií, tunelů, pozorovatelen a dalších vojenských zařízení ze čtyřicátých let 20. století. Na severovýchodě se rozkládá písečná oblast, která uzavírá lagunu A Frouxeira, a na jihozápadě jsou útesy O Porto.
V blízkosti majáku Roman Polański točil závěrečnou scénu filmu Smrt a dívka (1999).

## Popis
Maják je hranolová betonová čtyřboká věž vysoká 30 m s uzavřenou strážní místnost a malou modrou lucernou. Věž má bílou barvu a modré stěny uzavřeného schodiště. Světelný zdroj je ve výšce 75 m n. m. V lucerně je Fresnelova čočka složena ze sedmi metakrykátových panelů na otočném disku poháněným dvěma elektromagnetickými motory. Protože maják vysílá pět záblesků bílého světla v intervalu patnácti sekund jsou dva panely slepé, čímž dávají dlouhou prodlevu bez světla.
Maják byl vybaven halogenovými žárovkami 220 V/ 1000 W a dvěma záložními generátory pro případ výpadku proudu. Je monitorován a řízen počítačem z řídícího centra správy přístavu Ferrol-San Cibrao (Port Authority of Ferrol-San Cibrao). V roce 2012 byly instalovány LED lampy 60 W a jako záložní zdroj je využívána 12 V/ 600 Ah baterie. Dosvit je 20 nm.

## Data
- Výška majáku: 30 m
- Dosvit: 20 nm (37 km)
- Výška světla: 75 m n. m.
- Charakteristika: Fl (5) W 15s

### Označení
- ARLHS: SPA101
- Admiralty: D1690
- NGA: 2458[5]
- ES-03210